# Streekmuseum De Roode Tooren

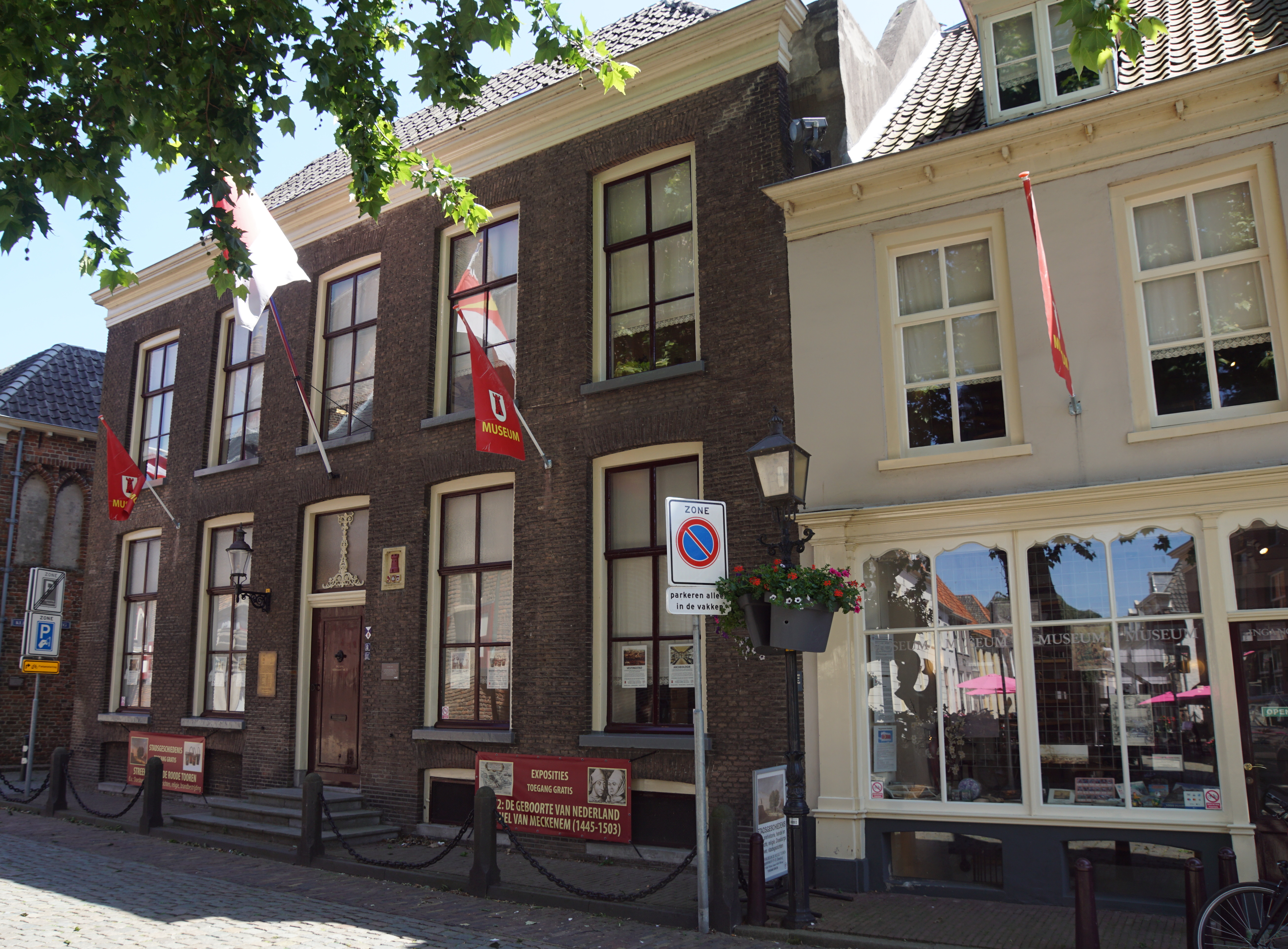
Streekmuseum De Roode Tooren in Doesburg.

Streekmuseum De Roode Tooren is een museum gelegen aan de Roggestraat 9-11-13 in de Gelderse stad Doesburg gericht op de lokale (streek)geschiedenis en folklore.

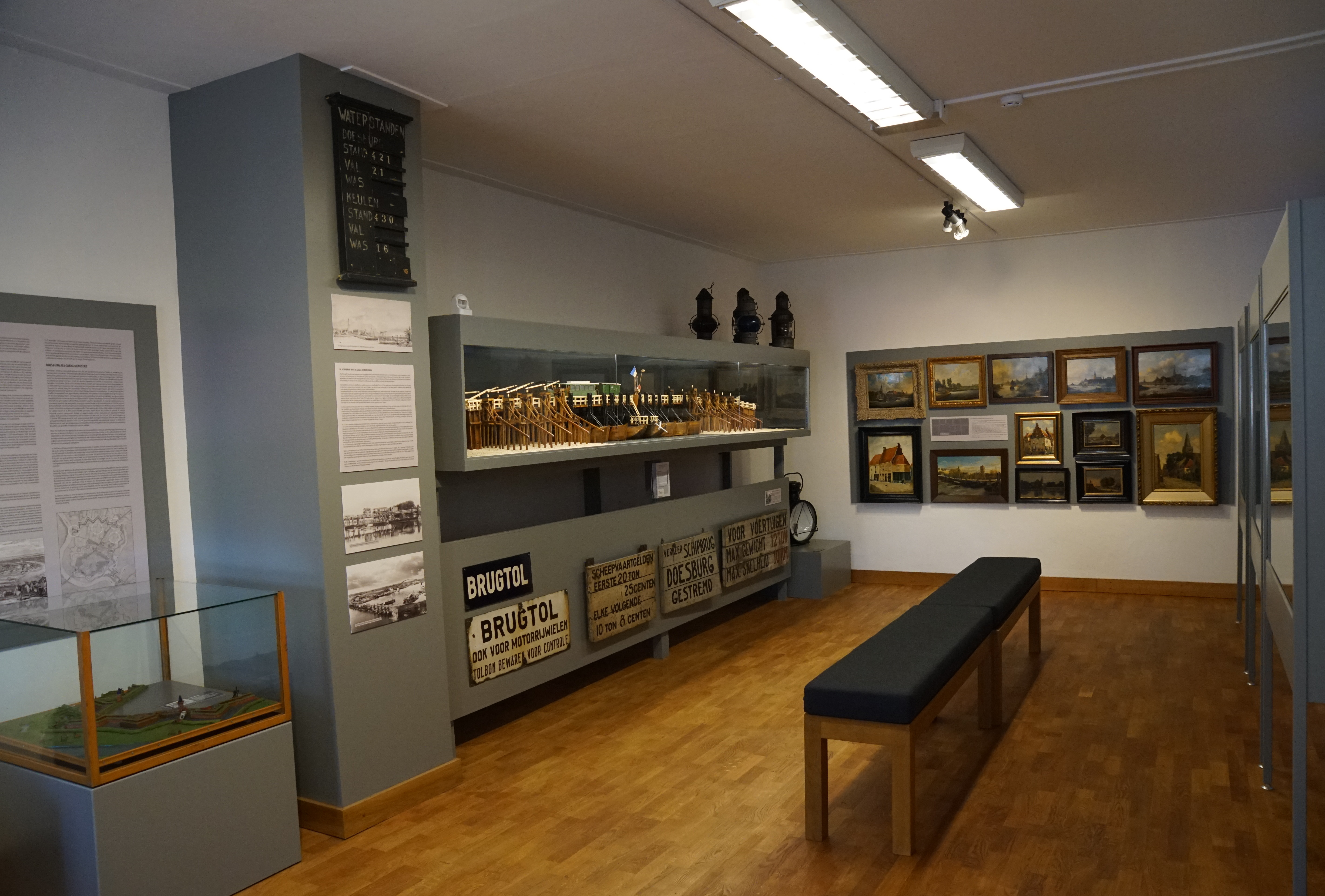
Een van de zalen.

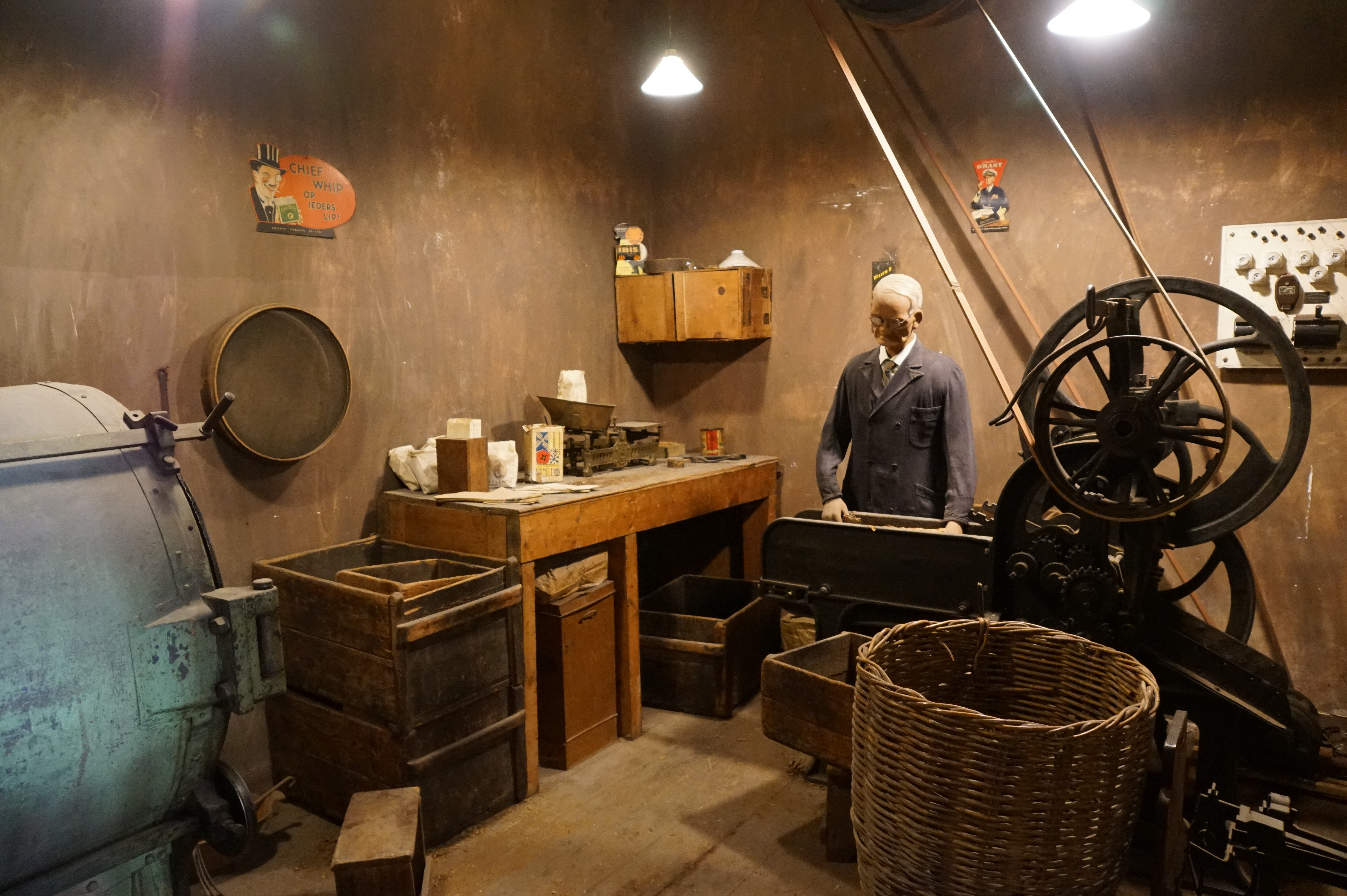
Tabakskerverij.

## Collectie
De collectie omvat archeologische vondsten uit het mesolithicum, resten van pleistocene zoogdieren en vondsten uit de historische binnenstad, merendeel middeleeuws. 
Verder heeft het museum onder meer een collectie Doesburgs zilver van onder andere Gerrit Christoffel Fels (1746-1828), een verzameling schilderijen met stadsgezichten van Doesburg en een collectie keramiek en een wandtapijt van de in Doesburg geboren industriële vormgever Theo Colenbrander. 
Daarnaast heeft het museum  een werkende Doesburgse tabakskerverij uit 1894 en een kruidenierswinkel uit 1890-1935.

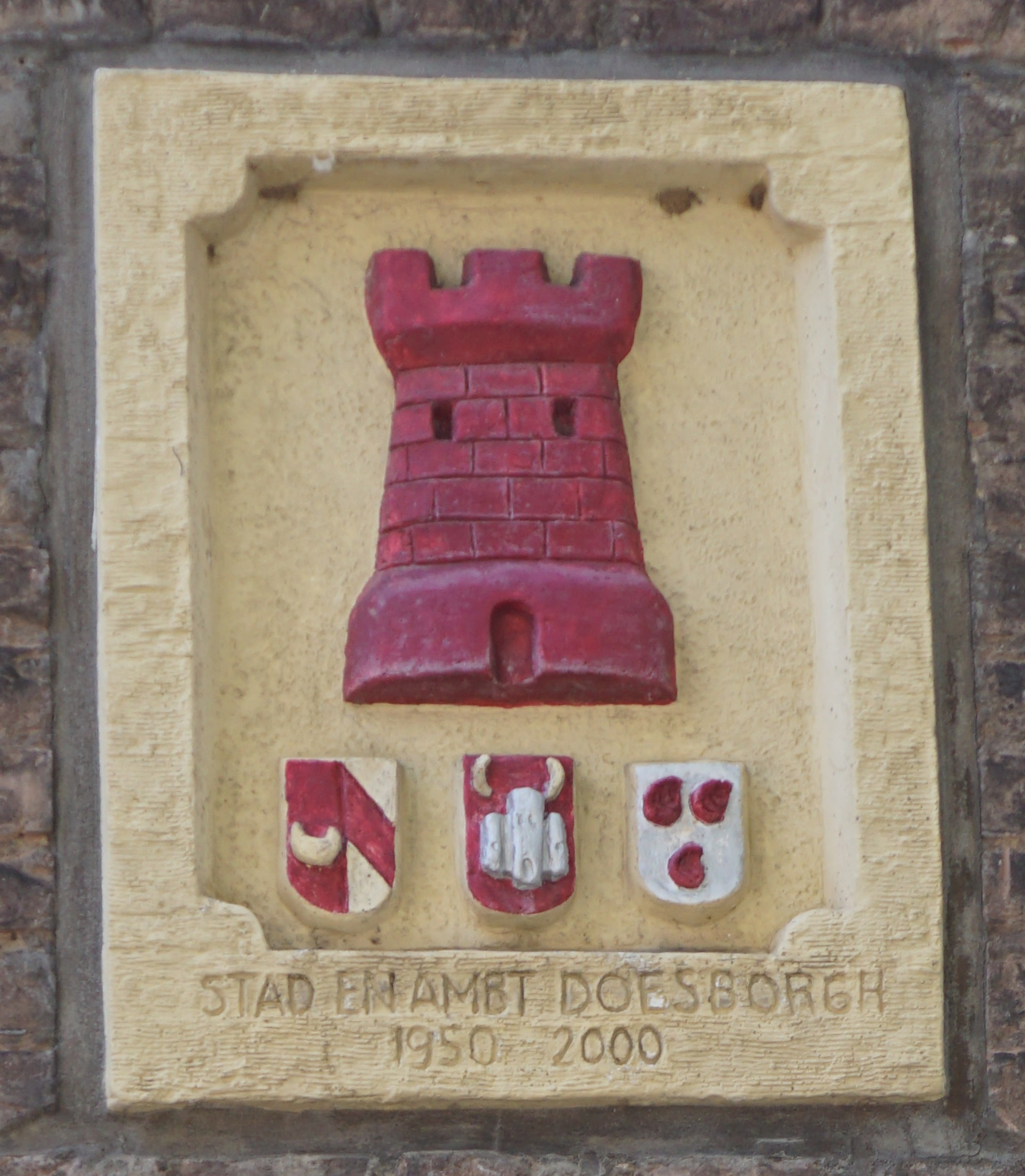
Gevelsteen Stad en Ambt Doesborgh 1950-2000.

## Geschiedenis
In 1943 begon opperwachtmeester Westera met het (illegaal) verzamelen van historisch materiaal wat leidde tot de oprichting van de historische vereniging Stad en Ambt Doesborgh op 27 september 1950. De vereniging richt zich op het oude Richterambt Doesborgh dat de plaatsen Doesburg, Angerlo, Giesbeek, Lathum, Drempt, Hoog-Keppel, Laag-Keppel, Hummelo en Olburgen omvat. De vereniging heeft werkgroepen, organiseert lezingen, tentoonstellingen en excursies.
Vanaf 1969 mocht de vereniging stukken tentoonstellen in het Doesburgse stadhuis. In 1977 kreeg de vereniging de beschikking over het voormalige politiebureau (1880-1975) in de Roggestraat in Doesburg voor haar museum De Roode Tooren. Dit pand werd in 1789 gebouwd als gevangenis voor het Richterambt Doesburg en stond bekend als De Roode Tooren. In 1987 werd het ernaast gelegen pand bij het museum getrokken.

## Beheer
Het streekmuseum De Roode Tooren wordt geëxploiteerd door (vrijwilligers van) de vereniging Stad en Ambt Doesborgh. De toegang is gratis.